# هکسهام
longitudeهکسهامlatitudeهکسهام
هکسهام (به انگلیسی: Hexham) یک شهرک در بریتانیا است که در انگلستان واقع شده‌است.

## خصوصیات
هکسهام ۱۱٬۴۴۶ نفر جمعیت دارد.

## خواهرخوانده
شهرهای متسینگن و نوایون خواهرخوانده‌های هکسهام هستند.